# Фізулі Мамедов
Фізулі Мамедов (азерб. Füzuli Məmmədov, нар. 8 вересня 1977) — азербайджанський футболіст, що грав на позиції захисника. В Україні відомий за фальшивим іменем Ельшад Гусейнов, під яким був зареєстрований і грав у чемпіонатах України.
По завершенні ігрової кар'єри — футбольний тренер.

## Клубна кар'єра
У дорослому футболі дебютував виступами за бакинське «Нефтчі». У 1996 році він отримав пропозицію з Росії. Один азербайджанець родом з Гянджі займався пошуком молодих гравців для «Ростсільмашу». Він запросив Фізулі, його брата Хагані, Владислава Лічкіні і Каміля Байрамова в Росію, але президент азербайджанської федерації Фуад Мусаєв не дозволив гравцям туди перейти. Лічкіні і Байрамов повернулися в Азербайджан, а брати Мамедови залишилися в Ростові і почали грати під іменами інших гравців. Хагані під ім'ям Баті Насарідзе, а Фізулі — як Ельшад Гусейнов. Через деякий час головний тренер «Ростсільмашу» Сергій Андрєєв хотів, щоб Фізулі грав за першу команду, але у вищій лізі це було неможливо під чужим ім'ям. 
Натомість у «Ростсільмаші» грав Едгар Стрєльцов, а його батько Борис Стрєльцов тренував «Прикарпаття» з Івано-Франківська. Він і запросив гравця в свою команду, який не міг грати під своїм ім'ям, але зробив фальшивий паспорт з ім'ям Ельшада Гусейнова (нар. 23.09.1979) і відправився в «Прикарпаття» восени 1996 року. Потім там звільнили Стрельцова, але новий тренер Віктор Колотов теж давав захиснику грати. 
Загалом до кінця 1996 року футболіст зіграв за клуб у п'яти матчах Вищої ліги та одній грі Кубка України, а також провів одну гру за фарм-клуб «Тисменицю» у Другій лізі. Після цього протягом 1997 року грав у Першій лізі за «Черкаси», зігравши вісім матчів у чемпіонаті і одну в національному кубку.
Згодом він повернувся до Азербайджану, де грав за низку команд, а у 2002–2004 роках також виступав за іранський «Машін Сазі».
Завершив професійну ігрову кар'єру у клубі «Карван», де недовго пограв у 2012 році.

## Виступи за збірну
1998 року дебютував в офіційних матчах у складі національної збірної Азербайджану. Протягом кар'єри у національній команді, яка тривала 6 років, провів у формі головної команди країни 9 матчів.

## Тренерська робота
Невдовзі по завершенні виступів на полі розпочав тренерську кар'єру, ставши 2013 року тренером молодіжної команди «Равана».
2015 року очолив основну команду клубу «Зіра», а згодом по сезону тренував «Інтер» (Баку) та «Сабаїл». 2019 року був призначений асистентом головного тренера у тренерському штабі «Нефтчі» (Баку), а протягом частини наступного року був його головним тренером.
2021 року очолив тренерський штаб «Карадага».